# Edsöreslagar

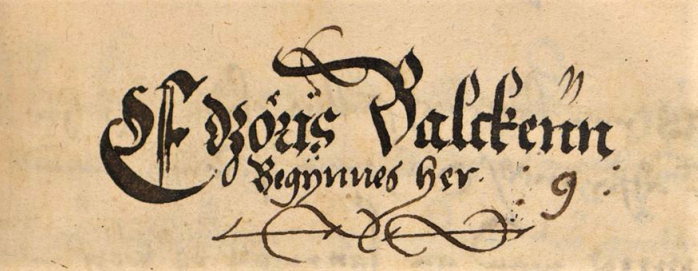
”Edßöris Balckenn Begÿnnes her”, Edsöresbalkens första sida i Kristoffers landslag från ca 1550, Kungliga biblioteket.

Edsöreslagar (fornsvenska eþsōre, av eþ, ed, och sværia, svärja, avlägga ed, imperfekt sor), egentligen "edsvärjande", var en form av lagar som fanns i Sverige från tidig medeltid. Lagarna syftade till att kriminalisera övervåld och förgripelser mot den personliga säkerheten.
De stiftades genom att kungen och i vissa fall även rikets främsta stormän svor en ed (söre=svära), vanligtvis i samband med kungens trontillträde. Genom eden förpliktade de sig att försvara den allmänna friden i landet.
Till edsöreslagarna hörde de medeltida fridslagarna, det vill säga reglerna om hemfrid, kvinnofrid, tingsfrid och kyrkofrid, men fridslagarna var fler än dessa. Även anstiftan till mord gick under edsöre liksom grov kroppslig lemlästning som att skära ut ögon och tunga och skära av öron. Också stöld av skog och skörd tillhörde edsöresbrotten.

## Rimkrönikan
Edsöreslagar kan spåras tillbaka till 1100-talets slut. Enligt rimkrönikan och andra bevarade handlingar stadfästes dessa under Birger jarls regering i mitten av 1200-talet. Dessa finns inte bevarade, men det är sannolikt att bestämmelserna om hemfrid, kvinnofrid, tingsfrid och kyrkofrid i Östgötalagen går tillbaka på Birger jarls fridslagstiftning. Syftet med att sammanföra dessa olikartade brott och beteckna dem som edsöresbrott var att trygga den allmänna säkerheten genom en strängare bestraffning av sådana våldsgärningar.

## Alsnö stadga
I Alsnö stadga (omkring 1280) förnyade Magnus Ladulås sin fars förordningar till främjande av trygghet och lugn i riket. Bröt någon mot den av kungen besvurna friden, sades han "bryta mot konungens edsöre". I Alsnö stadga upptogs som edsöresbrott: 
- att dräpa eller sarga i kyrka, på kyrkogård eller på ting
- att våldföra kvinna
- att sarga eller dräpa någon i hans eget eller annan mans hus
- att hämnas då fred blivit lovad och förlikning gjord
- att hugga lem av annan.

Straffet för edsöresbrott var:
- att brottslingens lösegendom förverkades till kungen, häradet och målsäganden, (en tredjedel var).
- att förbrytaren blev biltog tills den som han hade förbrutit sig mot bad för honom.
- att han, sedan han återfått fred, fick böta 40 mark till kungen.

Dessa fridsstadganden bekräftades med ed av kungen och de förnämsta herrarna i riket (jämför Västgötalagen IV, 19, Schlyters upplaga). Enligt Upplandslagens konungabalk, 4, skulle denna ed av kungen och de "allra högste herrarna i Sverige" förnyas vid varje konungaval.

## De första landslagarna och Edsöresbalken
Edsöreslagarna kan ses som en början till en rikslagstiftning då strafformen markerade rikets enhet och centrala kungamaktens styrka. Till en början upptogs edsöreslagarna i de olika landskapslagarna efter beslut på tingen. I landskapslagarna var kyrkofrids-, tingsfrids-, kvinnofrids och hemfridsbrotten betecknade som edsöresbrott, även om det förekommer vissa olikheter i de olika lagarna.
Redan i Upplandslagen hade det funnits en särskild edsöresbalk. Även i de första landslagarna, Magnus Erikssons landslag på 1350-talet och Kristoffers landslag på 1440-talet, benämndes en del edsöresbalk. Enligt edsöresbalken skulle den som bröt mot någon av lagarna få extra strängt straff. I landslagen upptogs även andra förbrytelser som edsöresbrott, till exempel att taga fast någon för misstanke om stöld och sedan basta, binda och pina honom utan bevis och så vidare.

## 1734 års lag
1734 års lag innehöll ingen edsöresbalk, men edsöresbrott som begrepp bibehölls med något modifierad innebörd. Modifikationer gjordes i fråga om vad som karakteriserade de särskilda brotten och ett och annat nytt edsöresbrott tillkom. Straffet för edsöresbrott hade i stadslagarna redan helt och hållet övergått till böter. I brist på pengar skulle brottslingen halshuggas. I 1734 års lag, Missgärningsbalken, 23 kap., stadgades: 
| ”                                  | Hvar som edsöre bryter, man eller kvinna, i staden eller å landet, böte hundrade daler och miste äran. Sker dråp deri eller rån, miste högra hand och lif sitt. Bryter någon edsöre annan gång, böte tu hundrade daler. | „ |
| – Missgärningsbalken, Originaltext | |   |

Genom förordningen av 20 januari 1779 räknades bara dråp och mord till edsöresbrott. Slutligt försvann edsöresbrott som begrepp i och med 1864 års strafflag.